# Polygala serpyllifolia
Polygala serpyllifolia é uma espécie de planta com flor pertencente à família Polygalaceae. 
A autoridade científica da espécie é Hosé, tendo sido publicada em Ann. Bot. (Usteri) xxi. (1797) 39.

## Portugal
Trata-se de uma espécie presente no território português, nomeadamente em Portugal Continental e no Arquipélago dos Açores.
Em termos de naturalidade é nativa das duas regiões atrás indicadas.

## Protecção
Não se encontra protegida por legislação portuguesa ou da Comunidade Europeia.